# Élections législatives de 2022 dans le Finistère
Les élections législatives françaises de 2022 se dérouleront les 12 et 19 juin 2022. Dans le Finistère, huit députés sont à élire au sein de huit circonscriptions.

## Contexte

### Résultats de l'élection présidentielle de 2022 par circonscription
| Circonscription | 1er tour | 1er tour | 1er tour  |         | 2d tour | 2d tour |
| Circonscription | Macron   | Le Pen   | Mélenchon | Macron  | Le Pen  |         |
| --------------- | -------- | -------- | --------- | ------- | ------- | ------- |
| Circonscription |          |          |           |         |         |         |
| 1re             | 34,51 %  | 15,91 %  | 20,83 %   | 71,23 % | 28,77%  |         |
| 2e              | 30,62 %  | 16,04 %  | 26,11 %   | 70,66 % | 29,34 % |         |
| 3e              | 33,46 %  | 19,32 %  | 20,20 %   | 67,65 % | 32,35 % |         |
| 4e              | 32,73 %  | 18,17 %  | 21,95 %   | 68,24 % | 31,76 % |         |
| 5e              | 35,73 %  | 19,43 %  | 18,54 %   | 68,80 % | 31,20 % |         |
| 6e              | 29,71 %  | 20,06 %  | 21,52 %   | 63,54 % | 36,46 % |         |
| 7e              | 30,68 %  | 18,31 %  | 22,64 %   | 67,20 % | 32,80 % |         |
| 8e              | 29,45 %  | 20,87 %  | 21,32 %   | 62,89 % | 37,11 % |         |

## Système électoral
Les élections législatives ont lieu au scrutin uninominal majoritaire à deux tours dans des circonscriptions uninominales.
Est élu au premier tour le candidat qui réunit la majorité absolue des suffrages exprimés et un nombre de voix au moins égal au quart (25 %) des électeurs inscrits dans la circonscription. Si aucun des candidats ne satisfait ces conditions, un second tour est organisé entre les candidats ayant réuni un nombre de voix au moins égal à un huitième des inscrits (12,5 %) ; les deux candidats arrivés en tête du premier tour se maintiennent néanmoins par défaut si un seul ou aucun d'entre eux n'a atteint ce seuil. Au second tour, le candidat arrivé en tête est déclaré élu.
Le seuil de qualification basé sur un pourcentage du total des inscrits et non des suffrages exprimés rend plus difficile l'accès au second tour lorsque l'abstention est élevée. Le système permet en revanche l'accès au second tour de plus de deux candidats si plusieurs d'entre eux franchissent le seuil de 12,5 % des inscrits. Les candidats en lice au second tour peuvent ainsi être trois, un cas de figure appelé « triangulaire ». Les second tours où s'affrontent quatre candidats, appelés « quadrangulaire » sont également possibles, mais beaucoup plus rares.

### Partis et nuances
Les résultats des élections sont publiés en France par le ministère de l'Intérieur, qui classe les partis en leur attribuant des nuances politiques. Ces dernières sont décidées par les préfets, qui les attribuent indifféremment de l'étiquette politique déclarée par les candidats, qui peut être celle d'un parti ou une candidature sans étiquette.
En 2022, seules les coalitions Ensemble (ENS) et Nouvelle Union populaire écologique et sociale (NUP), ainsi que le Parti radical de gauche (RDG), l'Union des démocrates et indépendants (UDI), Les Républicains (LR), le Rassemblement national (RN) et Reconquête (REC) se voient attribuer  une nuance propre,,.
Tous les autres partis se voient attribuer l'une ou l'autre des nuances suivantes : DXG (divers extrême gauche), DVG (divers gauche), ECO (écologiste), REG (régionaliste), DVC (divers centre), DVD (divers droite), DSV (droite souverainiste) et DXD (divers extrême droite). Des partis comme Debout la France ou Lutte ouvrière ne disposent ainsi pas de nuance propre, et leurs résultats nationaux ne sont pas publiés séparément par le ministère, car mélangés avec d'autres partis (respectivement dans les nuances DSV et DXG),.

## Résultats

### Élus
| Circonscription | Député sortant          | Parti | Parti | Groupe | Député élu ou réélu     | Parti | Parti | Groupe   |
| --------------- | ----------------------- | ----- | ----- | ------ | ----------------------- | ----- | ----- | -------- |
| 1re             | Annaïg Le Meur          |       | LREM  | LREM   | Annaïg Le Meur          |       | LREM  | RE       |
| 2e              | Jean-Charles Larsonneur |       | LREM  | AE     | Jean-Charles Larsonneur |       | AC    | app. HOR |
| 3e              | Didier Le Gac           |       | LREM  | LREM   | Didier Le Gac           |       | LREM  | RE       |
| 4e              | Sandrine Le Feur        |       | LREM  | LREM   | Sandrine Le Feur        |       | LREM  | RE       |
| 5e              | Graziella Melchior      |       | LREM  | LREM   | Graziella Melchior      |       | LREM  | RE       |
| 6e              | Richard Ferrand         |       | LREM  | LREM   | Mélanie Thomin          |       | PS    | SOC      |
| 7e              | Liliana Tanguy          |       | LREM  | LREM   | Liliana Tanguy          |       | LREM  | RE       |
| 8e              | Erwan Balanant          |       | MoDem | MoDem  | Erwan Balanant          |       | MoDem | DEM      |

### Résultats à l'échelle du département

#### Résultats par coalition
| Parti et coalition                                           | Parti et coalition                                           | Parti et coalition                            | Premier tour | Premier tour | Premier tour | Second tour   | Second tour   | Second tour | Total Sièges  | +/-           |  |
| Parti et coalition                                           | Parti et coalition                                           | Parti et coalition                            | Voix         | %            | Sièges       | Voix          | %             | Sièges      | Total Sièges  | +/-           |  |
| ------------------------------------------------------------ | ------------------------------------------------------------ | --------------------------------------------- | ------------ | ------------ | ------------ | ------------- | ------------- | ----------- | ------------- | ------------- |  |
|                                                              |                                                              | La République en marche (LREM)                | 103 410      | 28,05        | 0            | 144 479       | 41,30         | 5           | 5             | 2             |  |
|                                                              | Mouvement démocrate (MoDem)                                  | 16 270                                        | 4,41         | 0            | 23 292       | 6,66          | 1             | 1           | en stagnation |               |  |
| Total Ensemble (ENS)                                         | Total Ensemble (ENS)                                         | 119 680                                       | 32,47        | 0            | 167 771      | 47,95         | 6             | 6           | 2             |               |  |
|                                                              |                                                              | La France insoumise (LFI)                     | 54 062       | 14,67        | 0            | 77 790        | 22,23         | 0           | 0             | en stagnation |  |
|                                                              | Parti socialiste (PS)                                        | 29 789                                        | 8,08         | 0            | 45 235       | 12,93         | 1             | 1           | 1             |               |  |
|                                                              | Europe Écologie Les Verts (EELV)                             | 15 760                                        | 4,28         | 0            | 21 772       | 6,22          | 0             | 0           | en stagnation |               |  |
|                                                              | Génération.s (G.s)                                           | 13 625                                        | 3,70         | 0            | 19 169       | 5,48          | 0             | 0           | Nv            |               |  |
| Total Nouvelle Union populaire écologique et sociale (NUPES) | Total Nouvelle Union populaire écologique et sociale (NUPES) | 113 236                                       | 30,72        | 0            | 163 966      | 46,87         | 1             | 1           | 1             |               |  |
|                                                              | Rassemblement national (RN)                                  | Rassemblement national (RN)                   | 47 172       | 12,80        | 0            |               |               |             | 0             | en stagnation |  |
|                                                              |                                                              | Les Républicains (LR)                         | 30 297       | 8,22         | 0            | 0             | en stagnation |             |               |               |  |
|                                                              | Union des démocrates et indépendants (UDI)                   | 4 971                                         | 1,35         | 0            | 0            | en stagnation |               |             |               |               |  |
| Total Union de la droite et du centre (UDC)                  | Total Union de la droite et du centre (UDC)                  | 35 268                                        | 9,57         | 0            | 0            | en stagnation |               |             |               |               |  |
|                                                              | Reconquête (REC)                                             | Reconquête (REC)                              | 11 513       | 3,12         | 0            | 0             | Nv            |             |               |               |  |
|                                                              |                                                              | Union démocratique bretonne (UDB)             | 8 240        | 2,24         | 0            | 0             | en stagnation |             |               |               |  |
| Total Régions et peuples solidaires (R&PS)                   | Total Régions et peuples solidaires (R&PS)                   | 8 240                                         | 2,24         | 0            | 0            | en stagnation |               |             |               |               |  |
|                                                              |                                                              | Alliance centriste (AC)                       | 8 202        | 2,23         | 0            | 18 127        | 5,18          | 1           | 1             | Nv            |  |
| Total Les écologistes avec la majorité présidentielle (ÉMP)  | Total Les écologistes avec la majorité présidentielle (ÉMP)  | 8 202                                         | 2,23         | 0            | 18 127       | 5,18          | 1             | 1           | Nv            |               |  |
|                                                              | Lutte ouvrière (LO)                                          | Lutte ouvrière (LO)                           | 4 515        | 1,22         | 0            |               |               |             | 0             | en stagnation |  |
|                                                              | Dissidents NUPES                                             | Dissidents NUPES                              | 3 782        | 1,03         | 0            | 0             | Nv            |             |               |               |  |
|                                                              | Parti animaliste (PA)                                        | Parti animaliste (PA)                         | 3 704        | 1,00         | 0            | 0             | en stagnation |             |               |               |  |
|                                                              |                                                              | Parti breton (PB)                             | 3 531        | 0,96         | 0            | 0             | en stagnation |             |               |               |  |
| Total Pays unis (PU)                                         | Total Pays unis (PU)                                         | 3 531                                         | 0,96         | 0            | 0            | en stagnation |               |             |               |               |  |
|                                                              |                                                              | Debout la France (DLF)                        | 1 430        | 0,39         | 0            | 0             | en stagnation |             |               |               |  |
|                                                              | Les Patriotes (LP)                                           | 1 375                                         | 0,37         | 0            | 0            | Nv            |               |             |               |               |  |
| Total Union pour la France (UPF)                             | Total Union pour la France (UPF)                             | 2 805                                         | 0,76         | 0            | 0            | en stagnation |               |             |               |               |  |
|                                                              | Résistons (RES)                                              | Résistons (RES)                               | 1 948        | 0,53         | 0            | 0             | Nv            |             |               |               |  |
|                                                              | Dissidents Ensemble                                          | Dissidents Ensemble                           | 1 451        | 0,39         | 0            | 0             | Nv            |             |               |               |  |
|                                                              | Écologie au centre (ÉAC)                                     | Écologie au centre (ÉAC)                      | 1 240        | 0,34         | 0            | 0             | Nv            |             |               |               |  |
|                                                              | Parti radical de gauche (PRG)                                | Parti radical de gauche (PRG)                 | 510          | 0,14         | 0            | 0             | Nv            |             |               |               |  |
|                                                              | Parti pirate (PP)                                            | Parti pirate (PP)                             | 358          | 0,10         | 0            | 0             | Nv            |             |               |               |  |
|                                                              | Parti ouvrier indépendant démocratique (POID)                | Parti ouvrier indépendant démocratique (POID) | 143          | 0,04         | 0            | 0             | en stagnation |             |               |               |  |
|                                                              | Fédération française de citoyenneté (FFC)                    | Fédération française de citoyenneté (FFC)     | 107          | 0,03         | 0            | 0             | Nv            |             |               |               |  |
|                                                              | Sans étiquette (SE)                                          | Sans étiquette (SE)                           | 1 204        | 0,33         | 0            | 0             | en stagnation |             |               |               |  |
|                                                              |                                                              |                                               |              |              |              |               |               |             |               |               |  |
| Suffrages exprimés                                           | Suffrages exprimés                                           | Suffrages exprimés                            | 368 609      | 97,74        |              | 349 864       | 93,87         |             |               |               |  |
| Votes blancs                                                 | Votes blancs                                                 | Votes blancs                                  | 6 365        | 1,69         | 16 417       | 4,40          |               |             |               |               |  |
| Votes nuls                                                   | Votes nuls                                                   | Votes nuls                                    | 2 172        | 0,58         | 6 449        | 1,73          |               |             |               |               |  |
| Total                                                        | Total                                                        | Total                                         | 377 146      | 100          | 0            | 372 730       | 100           | 8           | 8             | en stagnation |  |
| Abstentions                                                  | Abstentions                                                  | Abstentions                                   | 334 884      | 47,03        |              | 339 394       | 47,66         |             |               |               |  |
| Inscrits / participation                                     | Inscrits / participation                                     | Inscrits / participation                      | 712 030      | 52,97        | 712 124      | 52,34         |               |             |               |               |  |

#### Résultats par nuance
| Nuance                   | Nuance                                         | Nuance                   | Premier tour | Premier tour | Premier tour | Second tour | Second tour   | Second tour | Total Sièges | +/-           |  |
| Nuance                   | Nuance                                         | Nuance                   | Voix         | %            | Sièges       | Voix        | %             | Sièges      | Total Sièges | +/-           |  |
| ------------------------ | ---------------------------------------------- | ------------------------ | ------------ | ------------ | ------------ | ----------- | ------------- | ----------- | ------------ | ------------- |  |
|                          | Ensemble !                                     | ENS                      | 119 680      | 32,47        | 0            | 167 771     | 47,95         | 6           | 6            | 2             |  |
|                          | Nouvelle Union populaire écologique et sociale | NUP                      | 113 236      | 30,72        | 0            | 163 966     | 46,87         | 1           | 1            | 1             |  |
|                          | Rassemblement national                         | RN                       | 47 172       | 12,80        | 0            |             |               |             | 0            | en stagnation |  |
|                          | Les Républicains                               | LR                       | 30 297       | 8,22         | 0            | 0           | en stagnation |             |              |               |  |
|                          | Régionaliste                                   | REG                      | 11 771       | 3,19         | 0            | 0           | en stagnation |             |              |               |  |
|                          | Reconquête                                     | REC                      | 11 513       | 3,12         | 0            | 0           | Nv            |             |              |               |  |
|                          | Divers centre                                  | DVC                      | 8 295        | 2,25         | 0            | 18 127      | 5,18          | 1           | 1            | Nv            |  |
|                          | Union des démocrates et indépendants           | UDI                      | 4 971        | 1,35         | 0            |             |               |             | 0            | en stagnation |  |
|                          | Ecologistes                                    | ECO                      | 4 944        | 1,34         | 0            | 0           | en stagnation |             |              |               |  |
|                          | Divers extrême gauche                          | DXG                      | 4 658        | 1,26         | 0            | 0           | en stagnation |             |              |               |  |
|                          | Divers gauche                                  | DVG                      | 4 103        | 1,11         | 0            | 0           | en stagnation |             |              |               |  |
|                          | Droite souverainiste                           | DSV                      | 2 805        | 0,76         | 0            | 0           | en stagnation |             |              |               |  |
|                          | Divers                                         | DIV                      | 2 388        | 0,61         | 0            | 0           | en stagnation |             |              |               |  |
|                          | Divers droite                                  | DVD                      | 2 266        | 0,61         | 0            | 0           | en stagnation |             |              |               |  |
|                          | Parti radical de gauche                        | RDG                      | 510          | 0,14         | 0            | 0           | Nv            |             |              |               |  |
|                          |                                                |                          |              |              |              |             |               |             |              |               |  |
| Suffrages exprimés       | Suffrages exprimés                             | Suffrages exprimés       | 368 609      | 97,74        |              | 349 864     | 93,87         |             |              |               |  |
| Votes blancs             | Votes blancs                                   | Votes blancs             | 6 365        | 1,69         | 16 417       | 4,40        |               |             |              |               |  |
| Votes nuls               | Votes nuls                                     | Votes nuls               | 2 172        | 0,58         | 6 449        | 1,73        |               |             |              |               |  |
| Total                    | Total                                          | Total                    | 377 146      | 100          | 0            | 372 730     | 100           | 8           | 8            | en stagnation |  |
| Abstentions              | Abstentions                                    | Abstentions              | 334 884      | 47,03        |              | 339 394     | 47,66         |             |              |               |  |
| Inscrits / participation | Inscrits / participation                       | Inscrits / participation | 712 030      | 52,97        | 712 124      | 52,34       |               |             |              |               |  |

### Cartes

Nuance politique des candidats arrivés en tête dans chaque commune au 1er tour.
Nuance politique des candidats arrivés en tête dans chaque commune au 2e tour.

### Résultats par circonscription

#### Première circonscription
Députée sortante : Annaïg Le Meur (La République en marche).
| Candidat                 | Candidat                        | Parti et coalition       | Nuance                   | Premier tour | Premier tour | Second tour | Second tour |
| Candidat                 | Candidat                        | Parti et coalition       | Nuance                   | Voix         | %            | Voix        | %           |
| ------------------------ | ------------------------------- | ------------------------ | ------------------------ | ------------ | ------------ | ----------- | ----------- |
|                          | Annaïg Le Meur                  | LREM (ENS)               | ENS                      | 17 432       | 35,49        | 25 447      | 53,89       |
|                          | Grégory Lebert                  | EÉLV (NUPES)             | NUP                      | 15 760       | 32,08        | 21 772      | 46,11       |
|                          | Christel Hénaff                 | RN                       | RN                       | 5 339        | 10,87        |             |             |
|                          | Isabelle Ménard                 | UDI (UDC)                | UDI                      | 3 615        | 7,36         |             |             |
|                          | Georges-Philippe Fontaine,      | AC (ÉMP)                 | DVD                      | 2 266        | 4,61         |             |             |
|                          | France Herman                   | REC                      | REC                      | 1 782        | 3,63         |             |             |
|                          | Bernard Le Rest dit Bernez Rest | UDB (R&PS)               | REG                      | 1 213        | 2,47         |             |             |
|                          | Thierry Billard                 | LP (UPF)                 | DSV                      | 630          | 1,28         |             |             |
|                          | Izold Guégan,                   | PB (PU)                  | REG                      | 590          | 1,20         |             |             |
|                          | Élisabeth Piro                  | LO                       | DXG                      | 495          | 1,01         |             |             |
|                          |                                 |                          |                          |              |              |             |             |
| Votes valides            | Votes valides                   | Votes valides            | Votes valides            | 49 122       | 97,71        | 47 219      | 94,22       |
| Votes blancs             | Votes blancs                    | Votes blancs             | Votes blancs             | 806          | 1,60         | 1 964       | 3,92        |
| Votes nuls               | Votes nuls                      | Votes nuls               | Votes nuls               | 345          | 0,69         | 933         | 1,86        |
| Total                    | Total                           | Total                    | Total                    | 50 273       | 100          | 50 116      | 100         |
| Abstention               | Abstention                      | Abstention               | Abstention               | 42 054       | 45,55        | 42 222      | 45,73       |
| Inscrits / participation | Inscrits / participation        | Inscrits / participation | Inscrits / participation | 92 327       | 54,45        | 92 338      | 54,27       |

#### Deuxième circonscription
Député sortant : Jean-Charles Larsonneur (La République en marche). Du fait de l'investiture par son parti d'un autre candidat que lui, il se présente en dissident sous l'étiquette Alliance centriste,.
| Candidat                 | Candidat                 | Parti et coalition       | Nuance                   | Premier tour | Premier tour | Second tour | Second tour |
| Candidat                 | Candidat                 | Parti et coalition       | Nuance                   | Voix         | %            | Voix        | %           |
| ------------------------ | ------------------------ | ------------------------ | ------------------------ | ------------ | ------------ | ----------- | ----------- |
|                          | Pierre-Yves Cadalen      | LFI (NUPES)              | NUP                      | 12 135       | 31,91        | 18 009      | 49,84       |
|                          | Jean-Charles Larsonneur, | AC (ÉMP)                 | DVC                      | 5 936        | 15,61        | 18 127      | 50,16       |
|                          | Marc Coatanéa,           | LREM (ENS)               | ENS                      | 5 159        | 13,57        |             |             |
|                          | Yvette Poulaoullec       | RN                       | RN                       | 3 815        | 10,03        |             |             |
|                          | Réza Salami              | PS diss.                 | DVG                      | 3 782        | 9,94         |             |             |
|                          | Élisabeth Louvel         | REC                      | REC                      | 1 484        | 3,90         |             |             |
|                          | Mikaël Cabon             | LREM diss.               | DVC                      | 1 451        | 3,82         |             |             |
|                          | Anne Gélébart            | UDI (UDC)                | UDI                      | 1 356        | 3,57         |             |             |
|                          | Sandrine Migerel         | UDB (R&PS)               | REG                      | 766          | 2,01         |             |             |
|                          | Fortuné Pellicano        | PRG                      | RDG                      | 510          | 1,34         |             |             |
|                          | Jean-Yves Le Corre       | PA                       | ECO                      | 484          | 1,27         |             |             |
|                          | Alice Vasseur            | PP                       | DVG                      | 321          | 0,84         |             |             |
|                          | Gérald Hebert            | LP (UPF)                 | DSV                      | 271          | 0,71         |             |             |
|                          | Sylvia Madec ,           | PB (PU)                  | REG                      | 211          | 0,55         |             |             |
|                          | Rémy Collard             | LO                       | DXG                      | 206          | 0,54         |             |             |
|                          | Melvyn Hita              | POID                     | DXG                      | 143          | 0,38         |             |             |
|                          |                          |                          |                          |              |              |             |             |
| Votes valides            | Votes valides            | Votes valides            | Votes valides            | 38 030       | 97,51        | 36 136      | 94,52       |
| Votes blancs             | Votes blancs             | Votes blancs             | Votes blancs             | 935          | 2,40         | 2 034       | 5,32        |
| Votes nuls               | Votes nuls               | Votes nuls               | Votes nuls               | 38           | 0,10         | 61          | 0,16        |
| Total                    | Total                    | Total                    | Total                    | 39 003       | 100          | 38 231      | 100         |
| Abstention               | Abstention               | Abstention               | Abstention               | 40 061       | 50,67        | 40 854      | 51,66       |
| Inscrits / participation | Inscrits / participation | Inscrits / participation | Inscrits / participation | 79 064       | 49,33        | 79 085      | 48,34       |

#### Troisième circonscription
Député sortant : Didier Le Gac (La République en marche).
| Candidat                 | Candidat                 | Parti et coalition       | Nuance                   | Premier tour | Premier tour | Second tour | Second tour |
| Candidat                 | Candidat                 | Parti et coalition       | Nuance                   | Voix         | %            | Voix        | %           |
| ------------------------ | ------------------------ | ------------------------ | ------------------------ | ------------ | ------------ | ----------- | ----------- |
|                          | Didier Le Gac            | LREM (ENS)               | ENS                      | 19 442       | 41,37        | 25 169      | 57,90       |
|                          | Pierre Smolarz           | LFI (NUPES)              | NUP                      | 13 712       | 29,18        | 18 298      | 42,10       |
|                          | Roger Abasq              | RN                       | RN                       | 5 989        | 12,74        |             |             |
|                          | Francis Le Bian          | LR (UDC)                 | LR                       | 2 997        | 6,38         |             |             |
|                          | Patricia Le Moign        | REC                      | REC                      | 1 507        | 3,21         |             |             |
|                          | Jean-Marc Governatori    | EAC                      | ECO                      | 1 240        | 2,64         |             |             |
|                          | Yves Guéguen             | DLF (UPF)                | DSV                      | 775          | 1,65         |             |             |
|                          | Loïc Duprat ,            | PB (PU)                  | REG                      | 742          | 1,58         |             |             |
|                          | Matthieu Muller          | LO                       | DXG                      | 587          | 1,25         |             |             |
|                          |                          |                          |                          |              |              |             |             |
| Votes valides            | Votes valides            | Votes valides            | Votes valides            | 46 991       | 97,74        | 43 467      | 94,26       |
| Votes blancs             | Votes blancs             | Votes blancs             | Votes blancs             | 918          | 1,91         | 2 138       | 4,64        |
| Votes nuls               | Votes nuls               | Votes nuls               | Votes nuls               | 167          | 0,35         | 510         | 1,11        |
| Total                    | Total                    | Total                    | Total                    | 48 076       | 100          | 46 115      | 100         |
| Abstention               | Abstention               | Abstention               | Abstention               | 45 066       | 48,38        | 47 040      | 50,50       |
| Inscrits / participation | Inscrits / participation | Inscrits / participation | Inscrits / participation | 93 142       | 51,62        | 93 155      | 49,50       |

#### Quatrième circonscription
Députée sortante : Sandrine Le Feur (La République en marche).
| Candidat                 | Candidat                 | Parti et coalition       | Nuance                   | Premier tour | Premier tour | Second tour | Second tour |
| Candidat                 | Candidat                 | Parti et coalition       | Nuance                   | Voix         | %            | Voix        | %           |
| ------------------------ | ------------------------ | ------------------------ | ------------------------ | ------------ | ------------ | ----------- | ----------- |
|                          | Sandrine Le Feur         | LREM (ENS)               | ENS                      | 15 295       | 34,78        | 22 872      | 54,40       |
|                          | Sylvaine Vulpiani        | G·s (NUPES)              | NUP                      | 13 625       | 30,98        | 19 169      | 45,60       |
|                          | Tony Bihouée             | RN                       | RN                       | 5 181        | 11,78        |             |             |
|                          | Marie-Claire Hénaff      | LR (UDC)                 | LR                       | 5 078        | 11,55        |             |             |
|                          | Jérôme Bergami           | REC                      | REC                      | 1 054        | 2,40         |             |             |
|                          | Michel Beaupré           | UDB (R&PS)               | REG                      | 971          | 2,21         |             |             |
|                          | Michel Payraud           | SE                       | DVC                      | 908          | 2,06         |             |             |
|                          | Jean-François Leménicier | PA                       | ECO                      | 732          | 1,66         |             |             |
|                          | Patricia Blosse          | LO                       | DXG                      | 623          | 1,42         |             |             |
|                          | Monique Renou            | LP (UPF)                 | DSV                      | 474          | 1,08         |             |             |
|                          | Guillaume Enfroy         | PP                       | DIV                      | 33           | 0,08         |             |             |
|                          |                          |                          |                          |              |              |             |             |
| Votes valides            | Votes valides            | Votes valides            | Votes valides            | 43 974       | 97,97        | 42 041      | 94,25       |
| Votes blancs             | Votes blancs             | Votes blancs             | Votes blancs             | 682          | 1,52         | 1 797       | 4,03        |
| Votes nuls               | Votes nuls               | Votes nuls               | Votes nuls               | 229          | 0,51         | 769         | 1,72        |
| Total                    | Total                    | Total                    | Total                    | 44 885       | 100          | 44 607      | 100         |
| Abstention               | Abstention               | Abstention               | Abstention               | 39 130       | 46,58        | 39 416      | 46,91       |
| Inscrits / participation | Inscrits / participation | Inscrits / participation | Inscrits / participation | 84 015       | 53,42        | 84 023      | 53,09       |

#### Cinquième circonscription
Députée sortante : Graziella Melchior (La République en marche).
| Candidat                 | Candidat                 | Parti et coalition       | Nuance                   | Premier tour | Premier tour | Second tour | Second tour |
| Candidat                 | Candidat                 | Parti et coalition       | Nuance                   | Voix         | %            | Voix        | %           |
| ------------------------ | ------------------------ | ------------------------ | ------------------------ | ------------ | ------------ | ----------- | ----------- |
|                          | Graziella Melchior       | LREM (ENS)               | ENS                      | 15 555       | 31,26        | 25 585      | 54,58       |
|                          | Nathalie Sarrabezolles   | PS (NUPES)               | NUP                      | 14 444       | 29,03        | 21 287      | 45,42       |
|                          | Félix Briant             | LR (UDC)                 | LR                       | 8 484        | 17,05        |             |             |
|                          | Renée Thomaïdis          | RN                       | RN                       | 6 591        | 13,25        |             |             |
|                          | Angélique de Cecco       | UDB (R&PS)               | REG                      | 1 657        | 3,33         |             |             |
|                          | Thierry-Hubert Lolliérou | REC                      | REC                      | 1 329        | 2,67         |             |             |
|                          | Stéphanie Muriot         | PA                       | ECO                      | 713          | 1,43         |             |             |
|                          | Christian Cajean         | LO                       | DXG                      | 611          | 1,23         |             |             |
|                          | Brigitte Le Ny           | PB (PU)                  | REG                      | 371          | 0,75         |             |             |
|                          |                          |                          |                          |              |              |             |             |
| Votes valides            | Votes valides            | Votes valides            | Votes valides            | 49 755       | 98,28        | 46 872      | 94,68       |
| Votes blancs             | Votes blancs             | Votes blancs             | Votes blancs             | 653          | 1,29         | 1 856       | 3,75        |
| Votes nuls               | Votes nuls               | Votes nuls               | Votes nuls               | 216          | 0,43         | 777         | 1,57        |
| Total                    | Total                    | Total                    | Total                    | 50 624       | 100          | 49 505      | 100         |
| Abstention               | Abstention               | Abstention               | Abstention               | 47 227       | 48,26        | 48 360      | 49,42       |
| Inscrits / participation | Inscrits / participation | Inscrits / participation | Inscrits / participation | 97 851       | 51,74        | 97 865      | 50,58       |

#### Sixième circonscription
Député sortant : Richard Ferrand (La République en marche).
| Candidat                 | Candidat                 | Parti et coalition       | Nuance                   | Premier tour | Premier tour | Second tour | Second tour |
| Candidat                 | Candidat                 | Parti et coalition       | Nuance                   | Voix         | %            | Voix        | %           |
| ------------------------ | ------------------------ | ------------------------ | ------------------------ | ------------ | ------------ | ----------- | ----------- |
|                          | Richard Ferrand          | LREM (ENS)               | ENS                      | 16 526       | 33,56        | 23 140      | 49,14       |
|                          | Mélanie Thomin           | PS (NUPES)               | NUP                      | 15 345       | 31,16        | 23 948      | 50,86       |
|                          | Patrick Le Fur           | RN                       | RN                       | 7 146        | 14,51        |             |             |
|                          | Gaëlle Nicolas           | LR (UDC)                 | LR                       | 5 218        | 10,60        |             |             |
|                          | Philippe Plouzané        | UDB (R&PS)               | REG                      | 1 500        | 3,05         |             |             |
|                          | Sophie Broustaut         | REC                      | REC                      | 1 387        | 2,82         |             |             |
|                          | Tiphaine Beaulieu        | RES                      | DIV                      | 917          | 1,86         |             |             |
|                          | Philippe Cordier         | LO                       | DXG                      | 478          | 0,97         |             |             |
|                          | Alan Pasquet,            | PB (PU)                  | REG                      | 426          | 0,87         |             |             |
|                          | Tugdual Perennec         | SE                       | DIV                      | 169          | 0,34         |             |             |
|                          | Mathilde Pflieger        | FFC                      | DIV                      | 107          | 0,22         |             |             |
|                          | Bernard Fehringer        | PA                       | ECO                      | 22           | 0,04         |             |             |
|                          | Valérie Fabre            | PP                       | DIV                      | 4            | 0,01         |             |             |
|                          |                          |                          |                          |              |              |             |             |
| Votes valides            | Votes valides            | Votes valides            | Votes valides            | 49 245       | 97,98        | 47 088      | 93,91       |
| Votes blancs             | Votes blancs             | Votes blancs             | Votes blancs             | 716          | 1,42         | 2 026       | 4,04        |
| Votes nuls               | Votes nuls               | Votes nuls               | Votes nuls               | 297          | 0,59         | 1 025       | 2,04        |
| Total                    | Total                    | Total                    | Total                    | 50 258       | 100          | 50 139      | 100         |
| Abstention               | Abstention               | Abstention               | Abstention               | 41 001       | 44,93        | 41 124      | 45,06       |
| Inscrits / participation | Inscrits / participation | Inscrits / participation | Inscrits / participation | 91 259       | 55,07        | 91 263      | 54,94       |

#### Septième circonscription
Députée sortante : Liliana Tanguy (La République en marche).
| Candidat                 | Candidat                 | Parti et coalition       | Nuance                   | Premier tour | Premier tour | Second tour | Second tour |
| Candidat                 | Candidat                 | Parti et coalition       | Nuance                   | Voix         | %            | Voix        | %           |
| ------------------------ | ------------------------ | ------------------------ | ------------------------ | ------------ | ------------ | ----------- | ----------- |
|                          | Liliana Tanguy           | LREM (ENS)               | ENS                      | 14 001       | 31,23        | 22 266      | 52,25       |
|                          | Yolande Bouin            | LFI (NUPES)              | NUP                      | 13 443       | 29,99        | 20 348      | 47,75       |
|                          | Franck Nicolas           | RN                       | RN                       | 5 589        | 12,47        |             |             |
|                          | Éric Le Guen             | LR (UDC)                 | LR                       | 5 416        | 12,08        |             |             |
|                          | Maxime Touzé             | UDB (R&PS)               | REG                      | 2 133        | 4,76         |             |             |
|                          | Yann Leriche             | REC                      | REC                      | 1 292        | 2,88         |             |             |
|                          | Jacques Tanguy           | RES                      | DIV                      | 1 031        | 2,30         |             |             |
|                          | Abbas Djobo              | PA                       | ECO                      | 813          | 1,81         |             |             |
|                          | Régis Debliqui           | LO                       | DXG                      | 635          | 1,42         |             |             |
|                          | Aela Malet,              | PB (PU)                  | REG                      | 348          | 0,78         |             |             |
|                          | Patrik Criquet           | SE                       | DIV                      | 66           | 0,15         |             |             |
|                          | Alain Perez              | SE                       | DIV                      | 61           | 0,14         |             |             |
|                          |                          |                          |                          |              |              |             |             |
| Votes valides            | Votes valides            | Votes valides            | Votes valides            | 44 828       | 97,79        | 42 614      | 92,76       |
| Votes blancs             | Votes blancs             | Votes blancs             | Votes blancs             | 685          | 1,49         | 2 185       | 4,76        |
| Votes nuls               | Votes nuls               | Votes nuls               | Votes nuls               | 326          | 0,71         | 1 139       | 2,48        |
| Total                    | Total                    | Total                    | Total                    | 45 839       | 100          | 45 938      | 100         |
| Abstention               | Abstention               | Abstention               | Abstention               | 37 467       | 44,98        | 37 373      | 44,86       |
| Inscrits / participation | Inscrits / participation | Inscrits / participation | Inscrits / participation | 83 306       | 55,02        | 83 311      | 55,14       |

#### Huitième circonscription
Député sortant : Erwan Balanant (Mouvement démocrate).
| Candidat                 | Candidat                 | Parti et coalition       | Nuance                   | Premier tour | Premier tour | Second tour | Second tour |
| Candidat                 | Candidat                 | Parti et coalition       | Nuance                   | Voix         | %            | Voix        | %           |
| ------------------------ | ------------------------ | ------------------------ | ------------------------ | ------------ | ------------ | ----------- | ----------- |
|                          | Erwan Balanant           | MoDem (ENS)              | ENS                      | 16 270       | 34,87        | 23 292      | 52,43       |
|                          | Youenn Le Flao           | LFI (NUPES)              | NUP                      | 14 772       | 31,66        | 21 135      | 47,57       |
|                          | Christian Perez          | RN                       | RN                       | 7 522        | 16,12        |             |             |
|                          | Claire Gourlaouen        | LR (UDC)                 | LR                       | 3 104        | 6,65         |             |             |
|                          | Pierre Couëdelo          | REC                      | REC                      | 1 678        | 3,60         |             |             |
|                          | Laurent Dran             | PA                       | ECO                      | 940          | 2,01         |             |             |
|                          | Anne Morel               | LO                       | DXG                      | 880          | 1,89         |             |             |
|                          | Claire Paingault,        | PB (PU)                  | REG                      | 843          | 1,81         |             |             |
|                          | Manon Cuciniello         | DLF (UPF)                | DSV                      | 655          | 1,40         |             |             |
|                          |                          |                          |                          |              |              |             |             |
| Votes valides            | Votes valides            | Votes valides            | Votes valides            | 46 664       | 96,84        | 44 427      | 92,40       |
| Votes blancs             | Votes blancs             | Votes blancs             | Votes blancs             | 970          | 2,01         | 2 417       | 5,03        |
| Votes nuls               | Votes nuls               | Votes nuls               | Votes nuls               | 554          | 1,15         | 1 235       | 2,57        |
| Total                    | Total                    | Total                    | Total                    | 48 188       | 100          | 48 079      | 100         |
| Abstention               | Abstention               | Abstention               | Abstention               | 42 878       | 47,08        | 43 005      | 47,21       |
| Inscrits / participation | Inscrits / participation | Inscrits / participation | Inscrits / participation | 91 066       | 52,92        | 91 084      | 52,79       |